# Louis Holmes
Louis Holmes (24 de febrero de 1985, en Memphis, Tennessee-13 de junio de 2023) es un jugador profesional de fútbol americano que juega en la posición de defensive end para Sacramento Mountain Lions en la United Football League. Firmó como agente libre en 2008 con San Francisco 49ers. Como colegial jugó en Arizona.
También jugó con Tampa Bay Buccaneers en la NFL y California Redwoods en la UFL.

## Estadísticas UFL
| Temporada | Equipo | Tkl | Ast | Tot | Sck | Yds | FF |
| --------- | ------ | --- | --- | --- | --- | --- | -- |
| 2009      | CAR    | 2   | 1   | 2.5 | 0.0 | 0   | 2  |
| 2010      | SML    | 5   | 4   | 7.0 | 0.0 | 0   | 1  |
| Total     | Total  | 7   | 5   | 9.5 | 0.0 | 0   | 3  |